# Pierio
Pierio (o Pierius; ... – 11 agosto 490) è stato un militare italiano, patrizio romano, comes domesticorum (comandante della guardia del corpo) al servizio di Odoacre.
Noto per essere il beneficiario di una donazione, elargita dal sovrano erulo, trascritta su di un papiro nell'anno 489, dove riceve in dono una massa fondorum situata in Sicilia, nel Siracusano.
Nel documento papiraceo viene menzionato come vir illustris (uomo illustre). Perse la vita l'11 agosto del 490, durante la battaglia dell'Adda, svoltasi nei pressi dell'omonimo fiume lombardo, combattendo per la causa di Odoacre fino all'ultimo.
(Carlo Troya, Storia d'Italia del medioevo. Vol. 2, Eruli e Goti; pt. 1,[a]. Vol. 1-2, 1844, p. 287.)